# River Don (Nordsee)
Der River Don ist ein Fluss in der schottischen Council Area Aberdeenshire. Er zählt zu den längsten Flüssen Schottlands.

## Verlauf
Der Don entsteht durch den Zusammenfluss der Bäche Allt Tuileach und Allt Bheannaich in den Cairngorms am Westrand von Aberdeenshire auf einer Höhe von etwa 430 Metern. Der am höchsten Punkt entspringende Quellbach ist der Meikle Caochan Odhar, der nahe der Kuppe des Brown Cow Hill auf etwa 820 Metern entspringt. Jenseits der Cairngorms durchfließt der Don die Ebene Howe of Alford und erreicht schließlich Aberdeen, wo er nördlich des Dee nach einem Lauf von 131 Kilometern in die Nordsee mündet. Entlang seines Oberlaufs durch den dünnbesiedelten Westen Aberdeenshires finden sich nur kleinere Ortschaften. Ab seinem Mittellauf durchfließt er Alford, Kemnay, Inverurie, Kintore und Dyce. Der Nebenfluss Urie mündet bei Inverurie in den Don.
Der Don ist zum Fischen geeignet. Anzutreffen sind Lachse und Meerforellen.